# Мансийски език
Мансийският език (самоназвание: мāньси лāтыӈ; старо название - вогулски език) е езикът на мансите, живеещи в Ханти-Мансийски автономен окръг и Свердловска област в Русия. Принадлежи към угро-финските езици, като най-близките езици до него са хантийски и унгарски език. Съществуват няколко диалекта, които обаче се различават съществено и са неразбираеми помежду си, а някои от тях вече са изчезнали. Към 2010 г. се говори от 940 души. Повечето манси говорят руски вследствие асимилация.

## Писменост
Първата писменост на езика е създадена през 1932 г., която се базира на латиница. След неуспехите на този азбучен вариант, новата писменост на езика е създадена през 1937 г. като модифициран вариант на кирилицата. Дължината на гласните звукове се изписва с поставяне на макрон върху гласната буква. Подчертаните букви се срещат само в заемки от руски език.  
| А /a/ | А̄ а̄ /aː/ | Б /b/ | В /◌ʷ/ | Г /ɡ/, /ɣ/ | Д /d/  | Е /ʲe/ | Е̄ е̄ /ʲe:/ | Ё /ʲo/ | Ё̄ ё̄ /ʲo:/ | Ж /ʒ/ | З /z/     | И /i/ | Ӣ /i:/ | Й /j/  | К /k/  | Л /l/, /ʎ/ | М /m/    | Н /n/, /ɲ/ | Ӈ /ŋ/   | О /o/  | О̄ /o:/  |
| П /p/ | Р /r/    | С /s/ | Т /t/  | У /u/      | Ӯ /uː/ | Ф /f/  | Х /χ/     | Ц /t͡s/ | Ч /t͡ʃʲ/   | Ш /ʃ/ | Щ /ʃʲtʃʲ/ | Ъ /-/ | Ы /ɪ/  | Ы̄ /ɪ:/ | Ь /◌ʲ/ | Э /ə~ɤ/    | Э̄ /ə~ɤ:/ | Ю /ʲu/     | Ю̄ /ʲu:/ | Я /ʲa/ | Я̄ /ʲa:/ |

## Граматични особености
Мансийският е аглутинативен език. Няма род, определителен член, но има богато склонение на имената: три числа (единствено, двойствено и множествено), шест падежа (именителен, местен, изходен, вносителен, творителен, преместителен). Вместо предлози се използват следлози. Глаголната система е сравнително слабо развита (три лица, три числа, две времена, четири наклонения). Мансийският, както някои други угро-фински езици, различава спреженията при обектно и необектно глаголно действие, т.е. спрежението на глагола е различно в зависимот от това дали в изречението има допълнение.
Използват се представки, за да се конкретизира глаголното действие. Сравни:
- мансийски: эл- (от-) + мина (вървя) = элмина (отивам си),
- унгарски: el- (от-) + menni (вървя) = elmenni (отивам си).